# Cal Sastre (Oristà)
Cal Sastre és una casa d'Oristà (Lluçanès) inclosa a l'Inventari del Patrimoni Arquitectònic de Catalunya.

## Descripció
Edifici de planta rectangular i coberta a doble vessant, amb els murs construïts a base de pedres irregulars i morter, i pedres tallades a les cantonades i a totes les obertures, que són de llinda.
La casa consta de planta baixa i pis, la façana està composta per dues portes i dues finestres al pis. Tant la porta com la finestra de la banda dreta tenen una inscripció mig esborrada tot i que s'hi pot llegir: Ave Maria...Domingo Riera...1761.